# Toray Pan Pacific Open 2016 - Qualificazioni singolare
Le qualificazioni del singolare femminile del Toray Pan Pacific Open 2016 sono state un torneo di tennis preliminare per accedere alla fase finale della manifestazione. Le vincitrici dell'ultimo turno sono entrate di diritto nel tabellone principale. In caso di ritiro di una o più giocatrici aventi diritto a queste sono subentrati le lucky loser, ossia le giocatrici che hanno perso nell'ultimo turno ma che avevano una classifica più alta rispetto alle altre partecipanti che avevano comunque perso nel turno finale.

## Teste di serie
1. Kateryna Bondarenko (qualificata)
2. Wang Qiang (primo turno)
3. Nao Hibino (ultimo turno)
4. Kurumi Nara (ritirata)
5. Magda Linette (qualificata)

1. Aljaksandra Sasnovič (qualificata)
2. Risa Ozaki (primo turno)
3. Aleksandra Krunić (ultimo turno)
4. Hiroko Kuwata (primo turno)

## Qualificate
1. Kateryna Bondarenko
2. Varatchaya Wongteanchai

1. Magda Linette
2. Aljaksandra Sasnovič

## Tabellone

### Legenda
| - Q = Qualificato - WC = Wild card - LL = Lucky loser | - ALT = Alternate - SE = Special Exempt - PR = Protected Ranking | - w/o = Walkover - r = Ritirato - d = Squalificato |

### Sezione 1
|  | Primo turno | Primo turno         | Primo turno         | Primo turno | Primo turno |  |  | Secondo turno | Secondo turno       | Secondo turno       | Secondo turno     | Secondo turno     |   |   | Ultimo turno | Ultimo turno        | Ultimo turno        | Ultimo turno | Ultimo turno |  |
|  |             |                     |                     |             |             |  |  |               |                     |                     |                   |                   |   |   |              |                     |                     |              |              |  |
|  | 1           | Kateryna Bondarenko | Kateryna Bondarenko | 6           | 6           |  |  |               |                     |                     |                   |                   |   |   |              |                     |                     |              |              |  |
|  |             | Andreja Klepač      | Andreja Klepač      | 1           | 1           |  |  | 1             | Kateryna Bondarenko | Kateryna Bondarenko | 6                 | 6                 |   |   |              |                     |                     |              |              |  |
|  |             | Julia Glushko       | Julia Glushko       | 4           | 0           |  |  |               | Yang Zhaoxuan       | Yang Zhaoxuan       | 2                 | 4                 |   |   |              |                     |                     |              |              |  |
|  |             | Yang Zhaoxuan       | Yang Zhaoxuan       | 6           | 6           |  |  |               |                     |                     |                   |                   |   |   | 1            | Kateryna Bondarenko | Kateryna Bondarenko | 6            | 6            |  |
|  | WC          | Yuki Naito          | Yuki Naito          | 1           | 2           |  |  |               |                     | 8                   | Aleksandra Krunić | Aleksandra Krunić | 0 | 2 |              |                     |                     |              |              |  |
|  |             | Daniela Hantuchová  | Daniela Hantuchová  | 6           | 6           |  |  |               | Daniela Hantuchová  | Daniela Hantuchová  | 3                 | 1                 |   |   |              |                     |                     |              |              |  |
|  |             | Erika Sema          | Erika Sema          | 1           | 2           |  |  | 8             | Aleksandra Krunić   | Aleksandra Krunić   | 6                 | 6                 |   |   |              |                     |                     |              |              |  |
|  | 8           | Aleksandra Krunić   | Aleksandra Krunić   | 6           | 6           |  |  |               |                     |                     |                   |                   |   |   |              |                     |                     |              |              |  |

### Sezione 2
|  | Primo turno | Primo turno             | Primo turno     | Primo turno | Primo turno |  |  | Secondo turno | Secondo turno           | Secondo turno           | Secondo turno | Secondo turno |   |   | Ultimo turno | Ultimo turno            | Ultimo turno            | Ultimo turno | Ultimo turno |  |
|  |             |                         |                 |             |             |  |  |               |                         |                         |               |               |   |   |              |                         |                         |              |              |  |
|  | 2           | Wang Qiang              | 64              | 6           | 4           |  |  |               |                         |                         |               |               |   |   |              |                         |                         |              |              |  |
|  |             | Varatchaya Wongteanchai | 7               | 2           | 6           |  |  |               | Varatchaya Wongteanchai | Varatchaya Wongteanchai | 6             | 6             |   |   |              |                         |                         |              |              |  |
|  |             | Antonia Lottner         | Antonia Lottner | 2           | 1           |  |  |               | Ol'ga Savčuk            | Ol'ga Savčuk            | 4             | 3             |   |   |              |                         |                         |              |              |  |
|  |             | Ol'ga Savčuk            | Ol'ga Savčuk    | 6           | 6           |  |  |               |                         |                         |               |               |   |   |              | Varatchaya Wongteanchai | Varatchaya Wongteanchai | 6            | 6            |  |
|  |             | Alicja Rosolska         | 6               | 4           | 6           |  |  |               |                         |                         | Shūko Aoyama  | Shūko Aoyama  | 2 | 0 |              |                         |                         |              |              |  |
|  | WC          | Chihiro Muramatsu       | 4               | 6           | 3           |  |  |               | Alicja Rosolska         | Alicja Rosolska         | 1             | 2             |   |   |              |                         |                         |              |              |  |
|  |             | Shūko Aoyama            | Shūko Aoyama    | 7           | 6           |  |  |               | Shūko Aoyama            | Shūko Aoyama            | 6             | 6             |   |   |              |                         |                         |              |              |  |
|  | 7           | Risa Ozaki              | Risa Ozaki      | 5           | 2           |  |  |               |                         |                         |               |               |   |   |              |                         |                         |              |              |  |

### Sezione 3
|  | Primo turno | Primo turno     | Primo turno    | Primo turno | Primo turno |  |  | Secondo turno | Secondo turno   | Secondo turno   | Secondo turno | Secondo turno |   |   | Ultimo turno | Ultimo turno | Ultimo turno | Ultimo turno | Ultimo turno |  |
|  |             |                 |                |             |             |  |  |               |                 |                 |               |               |   |   |              |              |              |              |              |  |
|  | 3           | Nao Hibino      | Nao Hibino     | 6           | 6           |  |  |               |                 |                 |               |               |   |   |              |              |              |              |              |  |
|  |             | Xu Yifan        | Xu Yifan       | 3           | 4           |  |  | 3             | Nao Hibino      | 62              | 6             | 6             |   |   |              |              |              |              |              |  |
|  |             | Lee Ya-hsuan    | Lee Ya-hsuan   | 6           | 6           |  |  |               | Lee Ya-hsuan    | 7               | 3             | 4             |   |   |              |              |              |              |              |  |
|  | WC          | Ayumi Miyamoto  | Ayumi Miyamoto | 0           | 3           |  |  |               |                 |                 |               |               |   |   | 3            | Nao Hibino   | Nao Hibino   | 2            | 4            |  |
|  | WC          | Makoto Ninomiya | 0              | 7           | 6           |  |  |               |                 | 5               | Magda Linette | Magda Linette | 6 | 6 |              |              |              |              |              |  |
|  |             | Miharu Imanishi | 6              | 67          | 2           |  |  | WC            | Makoto Ninomiya | Makoto Ninomiya | 4             | 0             |   |   |              |              |              |              |              |  |
|  | WC          | Yuki Chiang     | Yuki Chiang    | 0           | 5           |  |  | 5             | Magda Linette   | Magda Linette   | 6             | 6             |   |   |              |              |              |              |              |  |
|  | 5           | Magda Linette   | Magda Linette  | 6           | 7           |  |  |               |                 |                 |               |               |   |   |              |              |              |              |              |  |

### Sezione 4
|  | Primo turno | Primo turno          | Primo turno          | Primo turno | Primo turno |  |  | Secondo turno | Secondo turno        | Secondo turno        | Secondo turno        | Secondo turno        |   |   | Ultimo turno | Ultimo turno | Ultimo turno | Ultimo turno | Ultimo turno |  |
|  |             |                      |                      |             |             |  |  |               |                      |                      |                      |                      |   |   |              |              |              |              |              |  |
|  | 9           | Hiroko Kuwata        | 1                    | 7           | 4           |  |  |               |                      |                      |                      |                      |   |   |              |              |              |              |              |  |
|  |             | Miyu Katō            | 6                    | 5           | 6           |  |  |               | Miyu Katō            | Miyu Katō            | 6                    | 6                    |   |   |              |              |              |              |              |  |
|  | WC          | Mai Hontama          | Mai Hontama          | 7           | 6           |  |  | WC            | Mai Hontama          | Mai Hontama          | 2                    | 1                    |   |   |              |              |              |              |              |  |
|  |             | Abigail Spears       | Abigail Spears       | 5           | 3           |  |  |               |                      |                      |                      |                      |   |   |              | Miyu Katō    | Miyu Katō    | 1            | 4            |  |
|  |             | Jessica Moore        | Jessica Moore        | 0           | 2           |  |  |               |                      | 6                    | Aljaksandra Sasnovič | Aljaksandra Sasnovič | 6 | 6 |              |              |              |              |              |  |
|  |             | Arina Rodionova      | Arina Rodionova      | 6           | 6           |  |  |               | Arina Rodionova      | Arina Rodionova      | 2                    | 3                    |   |   |              |              |              |              |              |  |
|  |             | Gabriela Dabrowski   | Gabriela Dabrowski   | 3           | 1           |  |  | 6             | Aljaksandra Sasnovič | Aljaksandra Sasnovič | 6                    | 6                    |   |   |              |              |              |              |              |  |
|  | 6           | Aljaksandra Sasnovič | Aljaksandra Sasnovič | 6           | 6           |  |  |               |                      |                      |                      |                      |   |   |              |              |              |              |              |  |